# Alla ricerca del tempo perduto
Alla ricerca del tempo perduto (titolo originale À la recherche du temps perdu, nota anche col titolo accorciato La Recherche) è un romanzo di Marcel Proust, scritto tra il 1906 e il 1922, pubblicato in sette volumi tra il 1913 e il 1927, dei quali gli ultimi tre postumi. Più che la narrazione di una sequenza ordinata di avvenimenti, l'opera s'interessa a una riflessione psicologica sulla letteratura, sulla memoria e sul tempo; tali elementi, apparentemente sparsi, si trovano legati gli uni agli altri, quando, attraverso le sue esperienze, positive e negative, il narratore - vero eroe del romanzo - scopre il senso ultimo della vita nell'arte e nella letteratura, nell'ultimo tomo.
Considerata una pietra miliare nella storia della letteratura, nella Recherche spicca appunto il tema della memoria, il ritrovamento di un'epoca e di un certo ambiente aristocratico e borghese della Francia irrimediabilmente svanito, ma rivissuti nel ricordo, malinconicamente rievocato. Per la sua lunghezza, il romanzo è entrato nel Guinness dei primati: consta di circa 9 609 000 caratteri, scritti in 3 724 pagine. Per la sua struttura compositiva, è definita œuvre cathédrale.

## Storia editoriale
(incipit Dalla parte di Swann, traduzione di Giovanni Raboni, Mondadori.)
Il primo volume della Ricerca apparve il 14 novembre 1913.
La pubblicazione dei volumi seguenti venne interrotta dallo scoppio della prima guerra mondiale.
Il lavoro febbrile di Proust sulla propria opera è ininterrotto e continuo: ad ogni bozza di stampa inviata da parte dell'editore, l'autore aggiunge nuove parti sui margini e su foglietti che incolla alle pagine (i famosi paperoles). Nel periodo della guerra e del primo dopoguerra, quello che doveva essere l'ultimo volume dell'opera si espanse fino ad arrivare a comprenderne tre, che vennero pubblicati solo postumi.
L'opera è suddivisa, per motivi editoriali, in sette volumi:
- Dalla parte di Swann o La strada di Swann (Du côté de chez Swann, 1913)
- All'ombra delle fanciulle in fiore (À l'ombre des jeunes filles en fleurs, 1919, premio Goncourt)
- I Guermantes (Le côté de Guermantes, 1920)
- Sodoma e Gomorra (Sodome et Gomorrhe, 1921-1922)
- La prigioniera (La prisonnière, 1923)
- La fuggitiva (la prima edizione aveva il titolo Albertine scomparsa), (La fugitive ossia Albertine disparue, 1925)
- Il tempo ritrovato (Le temps retrouvé, 1927)

In Dalla parte di Swann Proust ha inserito un vero e proprio "romanzo nel romanzo" col titolo Un amore di Swann, spesso pubblicato separatamente.

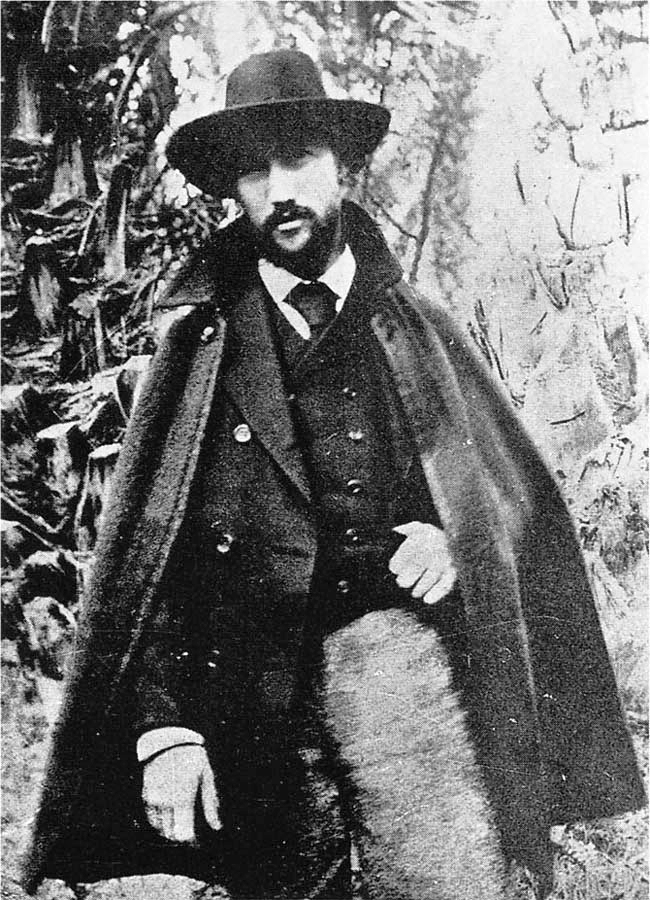
André Gide

La storia editoriale de Alla ricerca del tempo perduto è lunga e complessa.
Nell'estate del 1912 Proust preparò una copia dattiloscritta di quello che sarebbe dovuto diventare il primo volume del suo romanzo.
Ad ottobre, su suggerimento di Gaston Calmette, all'epoca direttore di Le Figaro, mandò il dattiloscritto a Fasquelle, editore tra gli altri di Émile Zola e di Edmond Rostand. L'incaricato alla lettura dette parere negativo di fronte ad un'opera così sconcertante per l'epoca. In questo rapporto si legge: 
Proust pensava che l'editore Fasquelle avrebbe dato al suo lavoro "risonanza più vasta" ma, per una "presentazione più artistica", Proust pensava a La Nouvelle Revue française, fondata da un gruppo di intellettuali tra cui André Gide e l'amministratore Gaston Gallimard. Gide, incaricato della lettura, lo scorse appena e lo bocciò, contrariato anche dalla nomea di mondano e snob che accompagnava Proust.
Anche se in pochi giorni aveva ricevuto due bocciature, Proust non si dette per vinto e mandò il dattiloscritto alla casa editrice Ollendorf. Il lettore incaricato dette parere negativo con una frase rimasta famosa:
Dopo queste bocciature, nel febbraio del 1913, Proust si rivolse al giovane editore Bernard Grasset offrendogli di pagare le spese di pubblicazione e di pubblicità, mentre all'editore sarebbe spettata una percentuale sui guadagni. Grasset accettò senza aver nemmeno letto le bozze del romanzo. Così la ricerca dell'editore aveva fine e la Recherche poteva iniziare il suo viaggio nella letteratura. Nel Tempo ritrovato, Proust ricorda questo periodo scrivendo:
Solo al termine della prima guerra mondiale, dopo l'uscita del primo volume, Gide capì di aver commesso un grosso errore e convinse Gallimard a pubblicare tutte le parti successive, di cui le ultime tre postume, curate dal fratello di Proust, Robert, e da Jacques Rivière, critico letterario, e in parte prive di una completa revisione delle bozze, come era di sua abitudine, eccetto per il volume La prigioniera, dove Proust portò a termine la rielaborazione e riscrittura il 25 ottobre 1922, poche settimane prima della sua morte.

## Struttura narrativa
La struttura della Recherche è circolare. Le tremila pagine del romanzo (sarebbero state molte di più se Proust non fosse morto prima di correggere gli ultimi volumi) sono state sintetizzate in tre parole: «Marcel diventa scrittore».
Per tremila pagine Marcel, io narrante, combatte contro la sua mancanza di volontà, la sua bassa autostima, la sua fragilità fisica e psichica, il tempo che scorre troppo veloce, per arrivare finalmente a prendere la grande decisione: scriverà un romanzo sugli uomini e sul tempo.
Ma il romanzo che scriverà non è un'altra Alla ricerca del tempo perduto, bensì proprio quelle tremila pagine di cui si è arrivati alla fine. Quindi la Recherche si trova ad essere sia il libro che si è appena letto, sia, in seconda lettura, il romanzo che Marcel ha trovato finalmente la forza di scrivere.
A simbolo di questa circolarità, Proust comincia il suo romanzo con le parole: «Longtemps, je me suis couché», e lo termina con le parole «dans le Temps». Proust ha sempre affermato che l'inizio e la fine dell'opera erano stati scritti simultaneamente. Essi infatti risultano legati proprio come in un percorso che torna su sé stesso.

## Trama

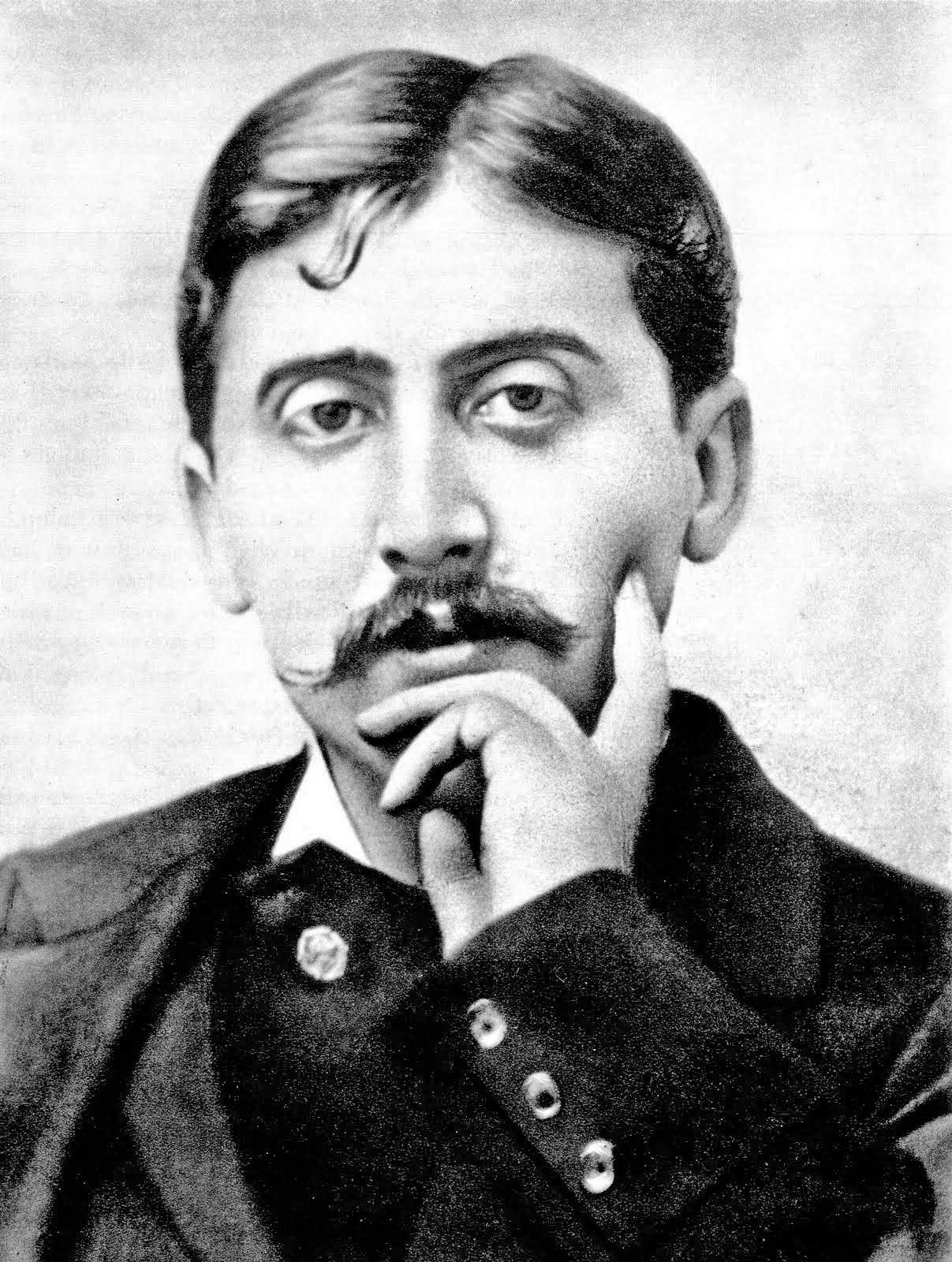
Ritratto di Proust

- Dalla parte di Swann: il primo libro narra, nella parte iniziale, alcuni episodi dell'infanzia del protagonista del romanzo, Marcel, nel villaggio francese di Combray. La famiglia di Marcel passa le vacanze qui, insieme a molti parenti. Grazie a una petite madeleine il Marcel adulto riscopre Combray il tempo passato lì, descrivendo i rapporti con i parenti, soprattutto con la mamma, le prime letture e le prime passeggiate dalla parte di Swann. In questa parte iniziale si dipanano e sviluppano molti temi centrali in tutta la recherche. Nella seconda parte, il protagonista diventa Swann, i molti temi abbozzati si sviluppano in un ambiente adulto, un ambiente che è tangente al gran mondo degli aristocratici. Viene introdotto il tema della recherche interiore dell'autore, e dell'attenzione per i particolari del proprio passato, che cercherà di analizzare anche nella seconda sezione, dedicata a Charles Swann e al suo amore per Odette de Crécy.
- All'ombra delle fanciulle in fiore: Marcel è ormai cresciuto. L'ambiente della narrazione si trasferisce da Combray a Parigi, dove Marcel frequenta il salotto di Charles Swann e della moglie Odette. Nel frattempo si innamora di Gilberte, figlia di Odette, e, successivamente, nel corso di un lungo soggiorno con la nonna in un hotel di Balbec, sulla costa della Normandia, si innamora di Albertine, una delle adolescenti appartenenti al gruppo delle fanciulle "in fiore". Queste esperienze segnano profondamente Marcel, sia per il suo sviluppo emotivo che per la sua percezione dell'amore e delle relazioni sociali.
- I Guermantes: Marcel, ancora una volta, va a vedere la celebre attrice Berma a uno spettacolo teatrale, rendendosi conto che il suo amore per lei sta sfiorendo. Nel frattempo, cresce la sua ammirazione per la duchessa Oriane de Guermantes, la cui personalità e raffinatezza lo affascinano profondamente. Marcel inizia quindi a frequentare il salotto dell'aristocratica famiglia Guermantes, grazie anche all'introduzione del barone de Charlus, un enigmatico personaggio che appartiene anch'egli alla famiglia. Durante questo periodo, Marcel vive un momento di grande incertezza a causa dell'aggravarsi delle condizioni di salute della nonna, a cui è profondamente legato. Alla morte della nonna, Marcel è devastato dal dolore e si rifugia nei suoi ricordi e nelle sue relazioni sociali. Successivamente, Marcel rincontra una vecchia conoscenza, Albertine Simonet, con cui inizia una relazione amorosa intensa e complicata. Nel frattempo, scopre che il barone de Charlus è omosessuale, un segreto tenuto nascosto dalla società del tempo, che fa luce sulla complessità e le contraddizioni della vita sociale e personale del barone.
- Sodoma e Gomorra: il romanzo è incentrato sui rapporti complessi e spesso segreti tra Marcel e Albertine, e tra il barone Charlus e un giovane violinista di nome Morel. Il titolo stesso richiama i temi dell'omosessualità e della trasgressione, centrali nel volume. Dopo aver nutrito alcuni sospetti, Marcel si accorge che Albertine lo sta tradendo, e dunque decide di rompere la relazione, scoprendo alla fine che lei aveva rapporti con diverse donne, inclusa una di alto rango, Madame de Vinteuil. Nel frattempo, il romanzo esplora in profondità la vita segreta del barone Charlus, rivelando la sua omosessualità e la sua relazione con Morel, che è caratterizzata da dinamiche di potere e manipolazione.
- La prigioniera: Marcel è deciso a perdonare Albertine e la porta a vivere con lui, affinché possano avere una vita felice. Tuttavia, la gelosia riappare, e Marcel arriva a farla sorvegliare durante le sue uscite da Andrée e dall'autista. Alla fine, Marcel decide di partire e lasciarla, ma poco prima che Albertine sia informata di ciò, fugge di casa, lasciando una lettera a Marcel. Questo episodio segna un punto cruciale nella relazione tra Marcel e Albertine, caratterizzato da un intenso conflitto tra amore e possessività. In due occasioni — le uniche dell'intera opera — il narratore viene chiamato per nome, da Albertine. Il romanzo esplora la prigionia psicologica ed emotiva causata dalla gelosia e dal desiderio di controllo, mostrando le conseguenze devastanti di tali sentimenti sulla loro relazione.
- La fuggitiva: Marcel è inizialmente indifferente verso la fuga di Albertine, salvo poi ricredersi e cadere in profonda depressione quando scopre che è morta, ancora giovanissima, in un incidente a cavallo. Nel tentativo di superare il dolore, Marcel cerca di ottenere ulteriori informazioni sul passato di Albertine e le sue relazioni. Nel dolore, incontra per caso la vecchia conoscenza Gilberte Swann, di cui si innamora di nuovo, anche se è costretto a farsi da parte, visto che è promessa sposa al nipote del barone Charlus, Robert de Saint-Loup. Alla fine della storia, però, Marcel scopre con stupore che anche il marito di Gilberte condivide l'omosessualità dello zio. Questo volume esplora temi di perdita, memoria e identità, mostrando come Marcel tenti di ricostruire la sua vita dopo la morte di Albertine e le complesse dinamiche sociali che lo circondano.
- Il tempo ritrovato: Durante la prima guerra mondiale, Marcel si accorge dell'inevitabilità del trascorrere del tempo e torna a Parigi, trovandola molto cambiata rispetto al periodo felice della Belle Époque. Frequenta assiduamente la casa di Gilberte, anche se è consumato dai rimorsi dell'amore. Decide un'ultima volta di andare a un incontro nel salotto della famiglia Guermantes, dove formula importanti riflessioni sul trascorrere del tempo e sull'intenzione di narrare i suoi pensieri in un libro. Marcel osserva i cambiamenti nelle persone e nella società, notando come la guerra abbia alterato profondamente le dinamiche sociali e personali. Il romanzo culmina con la consapevolezza di Marcel della sua vocazione di scrittore, decidendo di dedicare la sua vita alla creazione letteraria per dare un senso e una forma alla sua esperienza del tempo e della memoria.

## Personaggi
- il narratore (colui che dice "je"), chiamato Marcel da Albertine ne La prigioniera;
- la madre del narratore, alla quale quest'ultimo è molto legato. Odette dirà che le assomiglia;
- il padre del narratore, che lavora al ministero degli affari esteri e, nonostante appaia poco, ha figura onesta e generosa;
- la nonna materna del narratore, Bathilde Amédée, che ha un'importanza fondamentale nell'infanzia del narratore, sentendosi molto amato da lei e che, tra l'altro, lo inizia alla lettura delle lettere di Madame de Sévigné. Solo molto dopo la sua morte, il narratore si rende conto dell'irrimediabilità della sua perdita;
- il nonno materno del narratore, Amedée, grande amico del padre di Swann;
- la zia Léonie, che vive quasi esclusivamente a letto e offre al narratore il tè col famoso dolcetto «madeleine», scatenante i ricordi; alla morte, il narratore ne erediterà la fortuna[3];
- lo zio Adolphe, fratello del nonno del narratore. In casa sua, per la prima volta il narratore incontra Odette;
- Françoise, cuoca della zia Léonie a Combray, poi a servizio della famiglia del narratore;
- Charles Swann, vicino invitato regolarmente a Combray, borghese colto e raffinato, possiede la tenuta di Tansonville; la sua presenza e il suo amore per Odette de Crécy sono di fondamentale importanza per la formazione del narratore, nonché modello per il suo amore con Albertine. Per via di sua moglie, Swann non è ben visto dalla famiglia del narratore. Uno dei suoi modelli fu Charles Haas, tipico "uomo di mondo" dell'epoca;
- Odette, Madame de Crécy, successivamente Madame Swann e infine Madame de Forcheville, che sposerà dopo la morte di Swann; già «cocotte», grande amore di Charles Swann, che lui sposerà quando non l'ama più. Il suo probabile modello fu Laure Hayman scultrice e "regina" di uno dei salotti più brillanti dell'epoca, frequentato da Proust e Paul Bourget;
- Gilberte Swann, figlia di Charles e Odette Swann, amica del narratore e amore d'infanzia non corrisposto (così almeno crede, all'epoca, il narratore), sposerà Robert de Saint-Loup, duca di Guermantes;
- Madame Verdurin, borghese ricca e ipocrita, parvenue che riunisce un petit clan nei suoi salotti, poi vedova, diverrà duchessa di Duras, poi principessa di Guermantes e verrà chiamata Sidonie;
- Monsieur Gustave Auguste Verdurin, marito di Madame Verdurin, critico d'arte inspiegabilmente molto ricco, è succubo della moglie e rende un capro espiatorio Saniette, un archivista fedele alla famiglia;
- Albertine Simonet, il personaggio più citato della Recherche, è una delle «fanciulle in fiore», di cui il narratore s'innamora, pur sospettando che lei abbia relazioni omosessuali con altre donne. Il narratore è molto geloso di lei, arrivando a tal punto da rinchiuderla in casa (ne La prigioniera). Il personaggio di Albertine pare sia ispirato all'autista e dattilografo di Proust, Alfred Agostinelli, di cui lo scrittore era molto geloso, e che morì pilotando un aereo;[4]
- Andrée, altra ragazza della banda di Balbec, il narratore la usa per ingelosire Albertine, ma non l'ama; lei più tardi sposerà Octave, nipote dei Verdurin;
- Madame Bontemps, zia di Albertine che cerca di sbarazzarsi della nipote sperando che sposi il narratore;
- Charlus, "barone Palamede de Guermantes", detto "la nonna", personaggio ambiguo e pieno di enfasi che affascina per la sua complessità il narratore, il quale ne scoprirà il segreto: è omosessuale, masochista e ha per amanti il sarto Jupien, poi il violinista e suo segretario Morel, del quale è gelosissimo; il personaggio, pur non essendo del tutto ridicolo, ha spunti comici. Proust adottò come modelli per la creazione del suo personaggio il conte Robert de Montesquiou-Fézensac e il barone Jacques Doasan. È una presenza costante nel romanzo;
- Charlie Morel, violinista, amante e segretario del barone di Charlus: è figlio del valletto dello zio del narratore, Adolphe. Il suo personaggio è ispirato al pianista Léon Delafosse;
- Robert de Saint-Loup, marchese, nipote del barone di Charlus e del duca di Guermantes, sottufficiale, miglior amico del narratore, amante di Rachel, sposerà Gilberte e morirà al fronte;
- Mademoiselle de Saint-Loup, figlia di Robert e Gilberte, alla quale il narratore paragona la propria giovinezza;
- Rachel, attrice e amante di Saint-Loup, al narratore non piace, avendola incontrata in un bordello;
- Jupien, sarto, amante di Charlus, sorta di parassita che vive nel cortile di casa Villeparisis, durante la prima guerra mondiale possiede un bordello;
- il marchese di Norpois, collega del padre del narratore, diplomatico vanitoso, amante della marchesa di Villeparisis. S'ispira al "conte Mosca", de La Certosa di Parma.
- il duca di Guermantes, fratello di Charlus, opportunista, abbandona la moglie il giorno dopo il matrimonio;
- il principe di Guermantes, suo cugino, dreyfusardo, rovinato economicamente, sposerà Madame Verdurin in seconde nozze;
- Oriane di Guermantes, l'incarnazione dello "spirito Guermantes", sposa del duca di Guermantes, per la quale il narratore prova un'infatuazione destinata a svanire quando ne scoprirà l'ipocrisia; il personaggio è ispirato da Mme Straus e dalla Contessa de Greffulhe;
- la marchesa Madeleine de Villeparisis, zia dei Guermantes e del barone di Charlus, vecchia aristocratica decaduta e blasée;
- Bergotte, incarnazione dello scrittore di successo, habitué dei salotti parigini, conoscente di Gilberte Swann; è diventata celebre la sua morte, narrata nel frammento La Mort de Bergotte ne La prigioniera: nonostante fosse molto malato, decide di andare a vedere la Veduta di Delft di Vermeer, e muore davanti al quadro. Lo stesso Proust ebbe un piccolo infarto mentre osservava il quadro, nel 1921, durante la visita a una mostra dello Jeu de Paume.[5] Il personaggio è ispirato in parte ad Anatole France e Paul Bourget.
- Elstir, pittore moderno che frequenta i Verdurin, e il cui atelier verrà visitato dal narratore. I critici nella descrizione delle sue opere lo hanno paragonato a Whistler, Turner, Monet, Chardin, Renoir, Manet e Paul César Helleu;
- Vinteuil, musicista, insegnante di pianoforte, intransigente sul contegno degli altri, lascia fare alla figlia ciò che vuole, benché soffra per il suo comportamento apertamente omosessuale. In parte ispirato a César Franck e a Gabriel Fauré;
- la signorina Vinteuil, figlia del sopracitato insegnante di pianoforte, che sembra detestare, ha rapporti omosessuali con una sua amica e successivamente con Albertine. È spiandola che il narratore scopre l'omosessualità femminile in genere, e di Albertine in particolare;
- Berma, attrice famosa e ammirata da Norpois e da Bergotte, anche il narratore ne resta colpito, assistendo a una rappresentazione di Fedra. Il suo personaggio è ispirato a quello della celebre attrice Sarah Bernhardt;
- Albert Bloch, borghese ebreo, ex compagno di classe nonché amico e mentore del narratore, che lo inizierà alla letteratura e ai bordelli, successivamente viene giudicato troppo snob e allontanato dalla famiglia del narratore;
- il dottor Cottard, fedele ai Verdurin, ingenuo ma medico eccezionale;
- Brichot, professore della Sorbonne, prolisso e pedante, appassionato di etimologia, morfinomane, durante la guerra, e ormai già vecchissimo, diventerà giornalista di fama;
- Céleste Albaret, in Sodoma e Gomorra è cameriera, assieme alla sorella, al Grand Hôtel di Balbec; porta il nome della vera cameriera di Proust, che lo assisterà fino alla morte. Alla vera Céleste è ispirato anche il personaggio di Françoise, cuoca della zia Léonie a Combray;
- Céline e Flora, prozie (sorelle della nonna) del narratore, nonché due anziane "signorine". Due persone di elevate aspirazioni e proprio per questo incapaci di interessarsi a quello che si chiama un pettegolezzo, fosse stato anche di interesse storico, e in generale a tutto ciò che non si riferisse direttamente a un argomento estetico o virtuoso.

## Temi
La Recherche ha luogo in un tempo che va dall'affaire Dreyfus alla prima guerra mondiale, ma il tempo personale del suo narratore è irregolare e ripetutamente sfalsato rispetto agli altri.
Il titolo dell'opera indica già al lettore qual è il nocciolo duro dell'opera proustiana: la ricerca di un tempo perduto. Che sia un tempo interiore o un tempo esteriore, è un tempo che si è perduto; esso è, quindi, legato al passato, ma al contempo è un tempo verso il quale tende il presente.
Nelle prime pagine Marcel riferisce l'episodio in cui fece in modo di avere dalla madre il bacio della buona notte e ottenne che ella rimanesse tutta la notte. Quella notte capisce che la sua solitudine e sofferenza recenti erano parte della vita: era l'inizio dell'erosione della felicità infantile, che è il contenuto del tempo perduto. Questo ritrovamento necessario passa attraverso due elementi entrambi necessari: la memoria e l'arte.
La memoria ci dà la possibilità di rivivere momenti passati che associamo a determinate sensazioni: il sapore della madeleine, riassaporato dopo anni, ricorda al protagonista le giornate d'infanzia passate a casa della zia malata a Combray.
Per Proust, però, il recupero del passato non è sempre possibile. Distingue due tecniche o gradi di recupero: memoria volontaria e memoria spontanea. La memoria volontaria richiama alla nostra intelligenza tutti i dati del passato ma in termini logici, senza restituirci l'insieme di sensazioni e sentimenti che contrassegnano quel momento come irripetibile; la memoria spontanea o involontaria (epifania secondo la tradizione decadente) è quella sollecitata da una casuale sensazione e che ci rituffa nel passato con un procedimento alogico, che permette di "sentire" con contemporaneità quel passato, di rivederlo nel suo clima: è l'analisi delle "l'intermittenze del cuore" (Les Intermittences du cœur) la tecnica da seguire per il recupero memoriale basato sull'analogia-identità tra la casuale sollecitazione del presente e ciò che è sepolto nel tempo perduto. Introdotta alla fine del primo capitolo di Sodoma e Gomorra II, tale tecnica viene contrapposta, in qualche modo, a quella dell'armonia prestabilita del filosofo Leibniz, nella quale il corpo e l'anima, entrambi composti da monadi, agiscono come fossero due orologi sincronizzati.
La memoria involontaria cattura con un'impressione o una sensazione l'essenza preziosa della vita, che è l'io e serve a spiegare il valore assoluto di un ricordo abbandonato dall'infanzia, risvegliato attraverso il sapore di un dolce o un sorso di tè. Questo procedimento porta alla vittoria sul tempo e sulla morte, cioè ad affermare noi stessi come esseri capaci di recuperare il tempo e la coscienza come unico elemento che vince la materia e porta alla Verità e alla felicità. Ricordare è creare. Ri-cordare è ri-creare:
Ma questa evoluzione del pensiero non ha voluto analizzarla astrattamente, bensì ricrearla, farla vivere un lacerto di tempo che è un nuovo Tempo, una nuova Realtà, una nuova Verità. Ossia in una parola, una vecchia e nuova Eternità. Partendo da una dimensione di un tempo contingenza, occasione, finisce con lo stratificarsi e con l'illuminarsi come eterno frammento di Tempo Puro, che non è mai stato un vero passato. Il Tempo Perduto non è un tempo passato perché è un tempo da ricercare e da ritrovare. In quanto ritrovata, quell'infanzia è eterna, universale. L'essenza pura della vita giace nel suo essere Ritrovata, nel suo essere Ripetuta o Ripresa, l'essenza che si dà nella cosiddetta apparenza, nel fenomeno, nell'esperienza sensibile.

Proust vede l'esperienza epifanica come esperienza già 'ideale'. L'idea o l'essenza dell'esperienza si dà nell'esperienza stessa. Non c'è una madeleine pura dietro la madeleine immersa nel tè caldo di Marcel. Quell'esperienza è già ideale, è già una briciola di tempo puro, una scheggia di eternità che salva la vita dalla sua transitorietà. Perché dietro la ricerca del Tempo perduto e gli infiniti errori, deformazioni, fraintendimenti di questa peripezia, si manifesta il volto di quella Verità che invano si cercherebbe avanti, prima di tutto, all'origine o a priori.
L'arte, rappresentata nel romanzo dalla stessa attività scritturale del narratore che narra la propria esperienza, fissa in eterno quel risveglio di sensazioni che permette alla nostra memoria di riandare al passato. Il tempo che viene così ritrovato dalla memoria e fissato dall'arte è dunque un tempo interiore, e non esteriore, un tempo assolutamente soggettivo. Per questa ragione Proust dà un'importanza notevole agli spazi chiusi, come può esserlo una camera, e al rinchiudersi in sé stessi per poter "ascoltare" meglio le voci interne del nostro io. L'importanza del tema della chiusura in una camera si fa più chiaro se si tiene presente che lo stesso autore, affetto dalla malattia, passa la sua breve giovinezza rinchiuso, come Noè nell'arca: 
La grandezza dell'arte vera, consiste nel ritrovare, nel riafferrare, nel farci conoscere quella realtà da cui viviamo lontani, da cui ci scostiamo sempre più via via che acquista maggior spessore e impermeabilità la conoscenza convenzionale che le sostituiamo: quella realtà che noi rischieremmo di far morire senza aver conosciuta, e che è semplicemente la nostra vita. La vita vera, la vita finalmente scoperta e tratta alla luce, la sola vita quindi realmente vissuta, è la letteratura; vita che, in un certo senso, dimora in ogni momento in tutti gli uomini altrettanto che nell'artista. Grazie all'arte, anziché vedere un solo mondo, il nostro, noi lo vediamo moltiplicarsi; l'opera d'arte, come il tempio che è segno e partecipazione tra gli uomini della terra e la divinità ultraterrena, è il mezzo più adatto ad oggettivare e manifestare agli altri l'intensa soggettività di chi è stato ispirato ed evitarle il rischio di farla apparire soltanto una teoria.
Artista è stato reso dalle proprie meditazioni quell'uomo che da giovane aveva scoperto occasionalmente che il tempo passato non era per lui perduto. Per il suo animo, il reale era divenuto figurazione di valori ideali, eterni, segno di verità che si trovavano a grande distanza e che da esso potevano differire. Unicamente allo spirito era concesso raggiungerle e partecipare della loro eternità. Ciò che, fuori dell'azione dello spirito, rimaneva limitato alla materia, non poteva, per Proust, rispondere a verità, poiché non era parte dell'eternità. La verità, come la vita, dura eternamente e sta in una dimensione diversa dalle altre generalmente note, non essendo, come queste, contaminata dal tempo, dalle convenzioni, dalle apparenze, né accessibile a tutti. Esiste lontano dalla compiutezza della materia nell'incompiutezza ed eternità dello spirito. Solo all'artista, diverso com'è dalla norma, sarà possibile conoscerne il segreto e solo all'arte esprimerlo.
Si tratta della storia di una coscienza in cerca della sua identità; ne Il tempo ritrovato il narratore scopre infine la verità, cioè la vita scopre il suo significato grazie all'Arte, che fissa il passato che altrimenti sarebbe condannato alla distruzione. Per Proust la resurrezione del passato si compie attraverso la letteratura che fissa la realtà transitoria, rende possesso stabile dell'epifania momentanea.
Il retroterra culturale di Proust è costituito certamente anche dalle conquiste della poesia francese di fine Ottocento (Baudelaire, Rimbaud, Verlaine, Mallarmé) che aveva valorizzato le "corrispondenze", i reconditi rapporti tra stato d'animo e natura, la tecnica analogico-evocativa. Inoltre, la concezione del tempo di Proust, un tempo soggettivo, vissuto, contrapposto a quello fisico, spazializzato, richiama evidentemente il concetto di tempo come durata interiore teorizzato dal filosofo Henri Bergson, suo cugino acquisito, e delle cui conferenze fu uditore a Parigi.

### Omosessualità
(Marcel Proust, Sodoma e Gomorra)
Le questioni sollevate dall'omosessualità maschile e femminile di alcuni personaggi vengono ampiamente rappresentate in varie parti del romanzo, in particolare negli ultimi volumi. Il primo annuncio di questo tema è già presente nella sezione "Combray" di Dalla parte di Swann, dove la figlia del maestro di pianoforte e compositore Vinteuil, recentemente scomparso, viene sedotta da una sua compagna, mentre Marcel osserva di nascosto la relazione lesbica, che avviene di fronte, e in spregio, al ritratto del padre della ragazza. Marcel sospetta sempre le sue amanti di legami con altre donne, come Charles Swann sospetterà della futura moglie, Odette, in Dalla parte di Swann. Un racconto dettagliato e grottesco di un legame tra il barone de Charlus, omosessuale per il momento celato, ma che poi quasi inconsciamente si rivelerà, e il suo sarto, si trova già in Sodoma e Gomorra. Lo stesso iniziale celebre rifiuto della pubblicazione del manoscritto di Proust sulla NRF, da parte di André Gide, potrebbe essere fondato su tale ambiguità: Gide, omosessuale dichiarato – contrariamente a Proust – gli rimproverava la rappresentazione sordida data dell'omosessualità in Charlus, così distante da quella idealizzante che ne faceva il mondo classico e come intesa da Gide nel Corydon. E ancora, gli riusciva intollerabile l'idea che Proust si fosse ispirato ai suoi amori per gli uomini per tratteggiare i suoi personaggi femminili, e in particolare quello di Albertine.
A sedici anni Marcel aveva compreso il proprio orientamento omosessuale e aveva scritto tre lettere d'amore al coetaneo Jacques Bizet, orfano del celebre autore della Carmen, Georges Bizet, e suo compagno di liceo. Jacques Bizet non ricambiò l'amore di Marcel, ma i due restarono amici per tutta la vita. Poco più che ventenne Marcel s'innamorò di un ragazzo poco più giovane di lui, un tenore di talento, Reynaldo Hahn, nato a Caracas da madre venezuelana e padre tedesco.
Al di là di ogni tentativo di ipotesi psicologica, forse errata, è interessante notare come nel "mondo artistico" di Marcel la figura di una lesbica esistesse prima della conoscenza reale con colui che è considerato il principale ispiratore del personaggio di Albertine: Alfred Agostinelli. Fu solo dopo la sua morte che André Gide, nella pubblicazione della corrispondenza con Proust, rese pubblica l'omosessualità di Proust. La natura dei rapporti intimi di Proust con persone come Agostinelli e Reynaldo Hahn è ben documentata, anche se Proust non ha mai fatto alcuna rivelazione eccetto forse con gli amici più intimi. Nel 1949, il critico Justin O'Brien ha pubblicato un articolo su PMLA chiamato "Albertine o l'ambiguità: Note sulla sensibilità sessuale di Proust" in cui sostiene che alcuni personaggi femminili del romanzo sono in realtà ragazzi. Questa teoria è nota come la "teoria della trasposizione dei sessi". Raymonde Coudert, parlando di Proust, parte dal principio che i modi di lettura sono sessuati e che, se non esiste una scrittura femminile, esistono però modi di scrittura "del" femminile. La domanda è: in che cosa Proust fa consistere il femminile e la femminilità? Quali catene significanti collegano personaggi femminili proustiani come Odette, Oriane, Albertine? Tale tesi è stata contestata nella critica di Eve Kosofsky Sedgwick la quale sostiene che, se da una lettura psicoanalitica strutturata esce un romanzo apparentemente soffocante e misogino, «tuttavia, sotto la lente kleiniana, l'omosessualtà dell'autore è una paura almeno tanto quanto è un desiderio».

### La felicità e il tempo
La ricerca di Proust è anche una speranza e una promessa di felicità: ritrovare il tempo non è impossibile, a patto che il mondo ricreato sia un mondo letterario, un mondo interiore, mistico, costruito su questo gioco di memoria e tempo. La struttura si basa sulla contrapposizione Tempo perduto-Tempo ritrovato, attraverso la memoria involontaria che è il ricordo improvviso e spontaneo di una sensazione provata nel passato, suscitata dalla stessa sensazione nel presente.
L'intelligenza e lo spirito hanno il compito di riavvicinare queste due sensazioni e di riportare la sensazione che sfugge. Questa esperienza, che non appartiene né al passato né al presente ed è dunque extratemporale, è motivo di grande felicità perché elimina la sensazione di perdita del tempo e permette al soggetto stesso di uscire dalla dimensione del tempo reale e riscoprire la verità di un momento della sua esistenza. Anche lo stile, musicale, molto dettagliato e metaforico, è l'espressione di una sorta di eternità e vittoria sul tempo e di fede nell'Assoluto che vive nell'interiorità umana. Le pagine di Proust, fatte di frasi lunghe e sinuose, spiegano simultaneamente gli aspetti del mondo e la profondità dell'anima. Proust concepisce inoltre l'artista come il portatore di una rivelazione. La vita degli uomini consiste dunque in una lotta disperata contro l'inevitabile scorrere del tempo che, passando, trasforma o distrugge gli esseri, i sentimenti, le idee e questa lotta è condotta grazie alla memoria involontaria. Infatti non si tratta di ricostruire il passato in modo intellettuale con documenti o ricordi, ma bisogna attendere una sensazione particolare che ne evochi una passata, un ricordo.
L'autore spiega che la grande felicità non consiste nel semplice elemento memoriale, bensì nella felicità alla quale conduce, cioè il primato dello spirito sulla materia e il ritrovamento della sua identità. La meravigliosa sensazione di felicità che accompagna l'autore nelle sue indescrivibili esperienze, infatti, è dovuta alla capacità di queste di trasportare il soggetto in una realtà extratemporale, che gli aveva dunque permesso di sfuggire dal presente e di gioire nell'essenza delle cose, cioè fuori del tempo. Queste impressioni pervenivano a far combaciare il passato con il presente, a renderlo titubante nel definire in quale dei due si trovasse. Il linguaggio metaforico, analitico e lirico ad un tempo, rendono la corrispondenza tra il livello reale delle sensazioni e quello ideale dell'interiorità.

## Edizioni integrali italiane

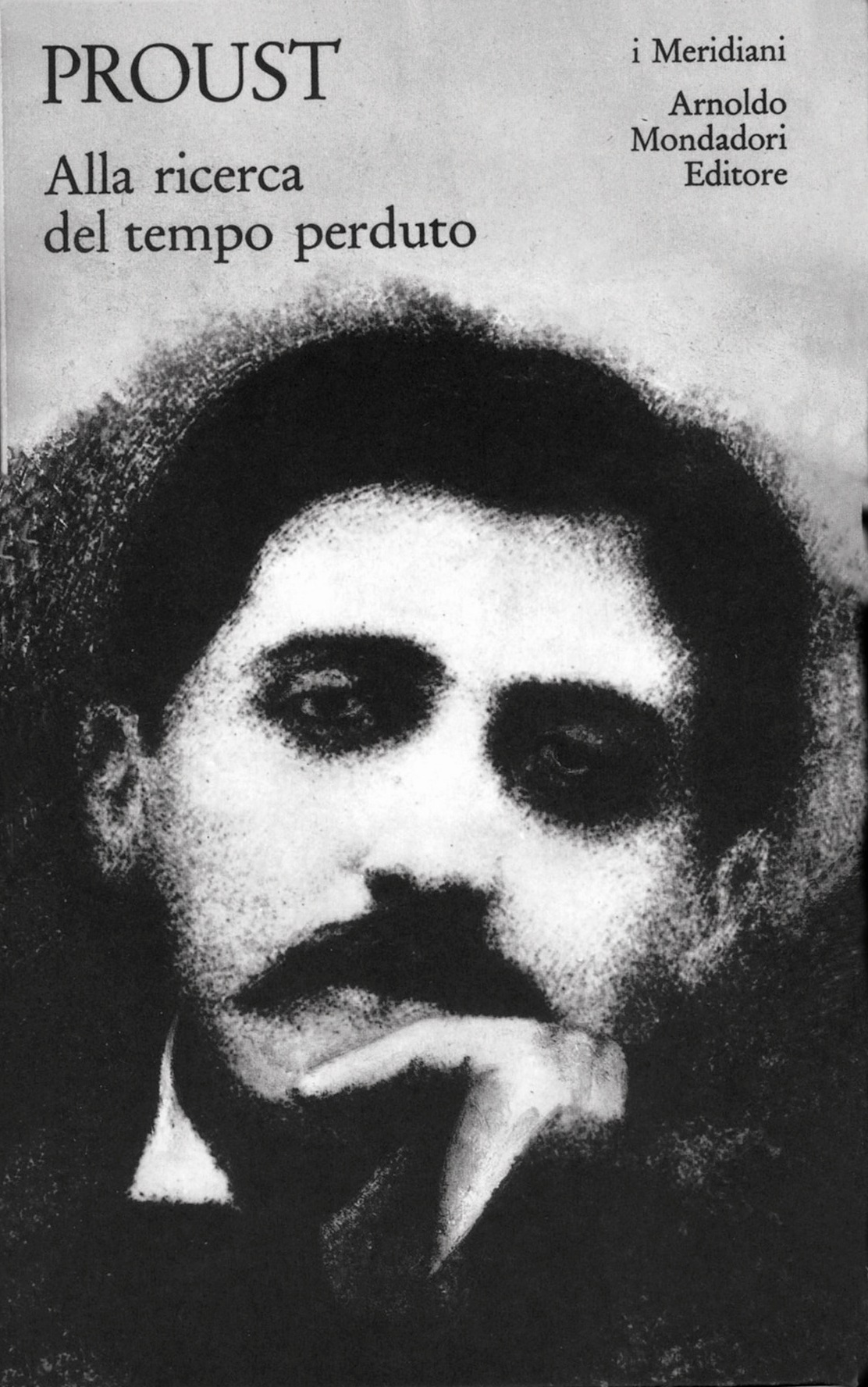
Copertina italiana de Alla ricerca del tempo perduto, vol. I, Collezione I Meridiani, Mondadori, 1983.

- Alla ricerca del tempo perduto, traduzione di Natalia Ginzburg (vol. I), Franco Calamandrei (vol. II), Nicoletta Neri (vol. III), Mario Bonfantini (vol. IV), Elena Giolitti (vol. V), Paolo Serini (vol. VI), Franco Fortini (vol. VII), Giorgio Caproni (vol. VIII), Collana Supercoralli, Torino, Giulio Einaudi Editore, 1946-1951. - a cura di Mariolina Bongiovanni Bertini, Einaudi.
- Alla ricerca del tempo perduto, traduzione di Paolo Pinto, Maura Del Serra, Maurizio Enoch, Giovanni Marchi, Giovanna Parisse, Rita Stajano, Giuseppe Grasso, a cura di Paolo Pinto e Giuseppe Grasso, Collana Grandi Tascabili Economici Newton, Roma, Newton Compton, 1990, ISBN 88-8183-661-0.
- Alla ricerca del tempo perduto, traduzione di Giovanni Raboni, 4 voll., a cura di Luciano De Maria, edizione annotata da Alberto Beretta Anguissola e Daria Galateria, Collana Meridiani, Milano, Arnoldo Mondadori Editore, 1983-1993, ISBN 978-88-04-18542-0. - in 8 voll., Collana Oscar, Mondadori.
- Alla ricerca del tempo perduto, traduzione di Maria Teresa Nessi Somaini, 7 voll., a cura di Giovanni Bogliolo, Collana BUR Classici, Milano, BUR, 1985-1994,  p. 3724.